# Llebrer espanyol
El llebrer espanyol o galgo és una raça de gos llebrer autòctona d'Espanya. Segons la classificació de la Federació Cinològica Internacional el llebrer espanyol està inclòs dins del grup X, secció 3a, que correspon als llebrers de pèl curt. Malgrat aquesta classificació també hi ha la varietat de pèl dur. Aquesta raça pot arribar a córrer a 60 km/h.
El terme galgo, prestat del castellà, ve del llatí vulgar gallĭcus canis, «gos de la Gàl·lia».

## Característiques
El llebrer espanyol és un gos atlètic i estilitzat, amb potes llargues i pit voluminós, que els permeten aconseguir grans velocitats. L'alçada a la creu sol ser de 62-70 cm en els mascles, i de 60-68 cm en les femelles. La capa típica és de pèl curt, llis i molt fi. Però existeix també la varietat de pèl dur, que presenta pèl aspre i llarg, repartit homogèniament pel cos, amb barba, bigotis i tupè. Els colors més típics són: barcino o tigrat, negre, neula, torrat, canyella, groc, vermell, blanc, berrendo o piu.

## Història
Quan es tracta de l'origen de les races de gos l'antiguitat està demostrada, sol parlar-se de la semblança entre aquestes races i les representacions canines de l'art egipci, el llebrer no és una excepció en aquest sentit. La veritat és que les primeres referències escrites del llebrer ibèric es troben en el tractat del segle ii aC Cynegeticus de Flavi Arrià, que va ser cònsol de la Bètica.

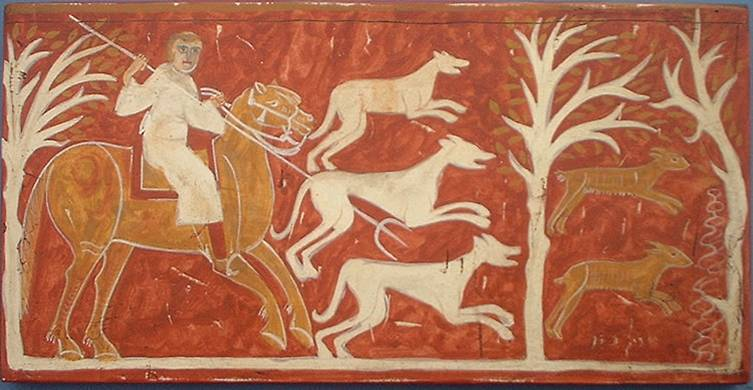
Escena de caça de l'ermita de San Baudelio de Berlanga, Sòria

L'autor, des de la seva experiència personal a Hispània, descriu la caça de la llebre amb llebrers de manera pràcticament idèntica a com es fa en l'actualitat a Espanya, afegint que era un costum propi dels hispans sense distinció de classe social. A més ja diferenciava entre llebrers de pèl llis i de pèl dur, variant aquesta última molt infreqüent en l'actualitat a Espanya, encara que molt apreciada en altres països europeus.
Les pintures murals de l'ermita de San Baudelio de Berlanga, a la província de Sòria, que daten del segle xii, mostren una escena de la caça de la llebre, on apareixen tres llebrers amb característiques molt similars als exemplars actuals.
Hi ha referències als llebrers en textos de munteria, en expressions i refranys, sent potser la cita més cèlebre la continguda en la primera frase d'El Quixot: En un lloc de la Manxa, del nom no vull recordar, no fa molt temps que vivia un gentilhome dels de llança en drassana, adarga antiga, rossí escardalenc i gànguil corredor.
A principis del segle xx hi va haver un mestissatge massiu del llebrer espanyol amb el llebrer anglès. Amb això es pretenia aconseguir animals més ràpids per poder competir en els  canòdroms, molt de moda en aquesta època. Aquesta circumstància va posar en perill la puresa de la raça, però després del seu reconeixement oficial, aquesta es va poder recuperar gràcies a l'elevat nombre d'exemplars purs que quedaven en mans d'aficionats i caçadors.

## Ús cinegètic

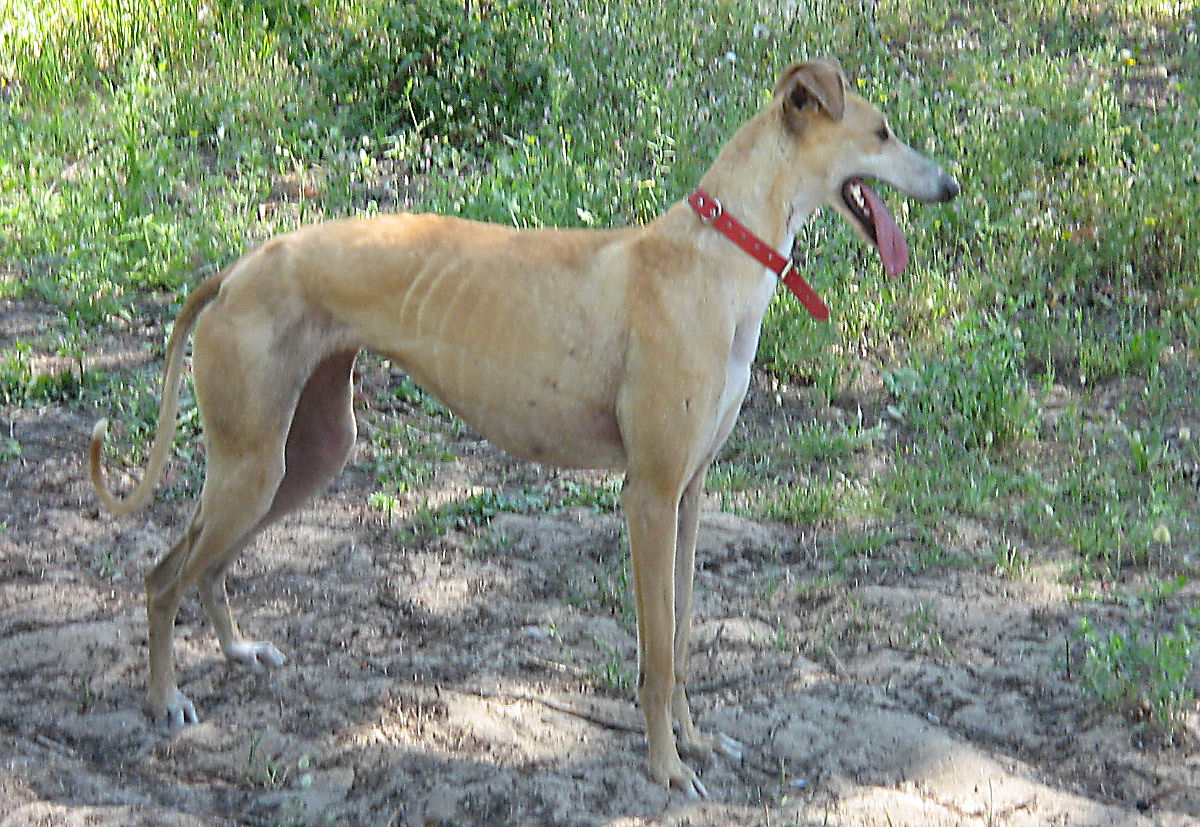
Una femella de llebrer espanyol

A Espanya el llebrer fou utilitzat per a la caça major en  munteries i per a la caça de la llebre en camp obert, on el gos caça la peça sense la intervenció de l'home després d'una persecució. Aquest tipus de caça, que en l'actualitat té caràcter esportiu, en el passat era un acte de prestigi social en què la caça era un pretext per demostrar qui era el posseïdor del millor exemplar.
Així mateix, a Xile (principalment a la zona central), aquests gossos són usats en les competències que s'efectuen en festes.

## Llebrers com a animals de companyia. El maltractament dels llebrers a Espanya
En els últims anys s'ha fet més corrent el manteniment de llebrers com a animals de companyia. Solen ser animals nobles, una mica tímids i que s'adapten bé a la vida de casa, i sovint també comparteixen bé l'espai amb altres mascotes com els gats i els conills. 

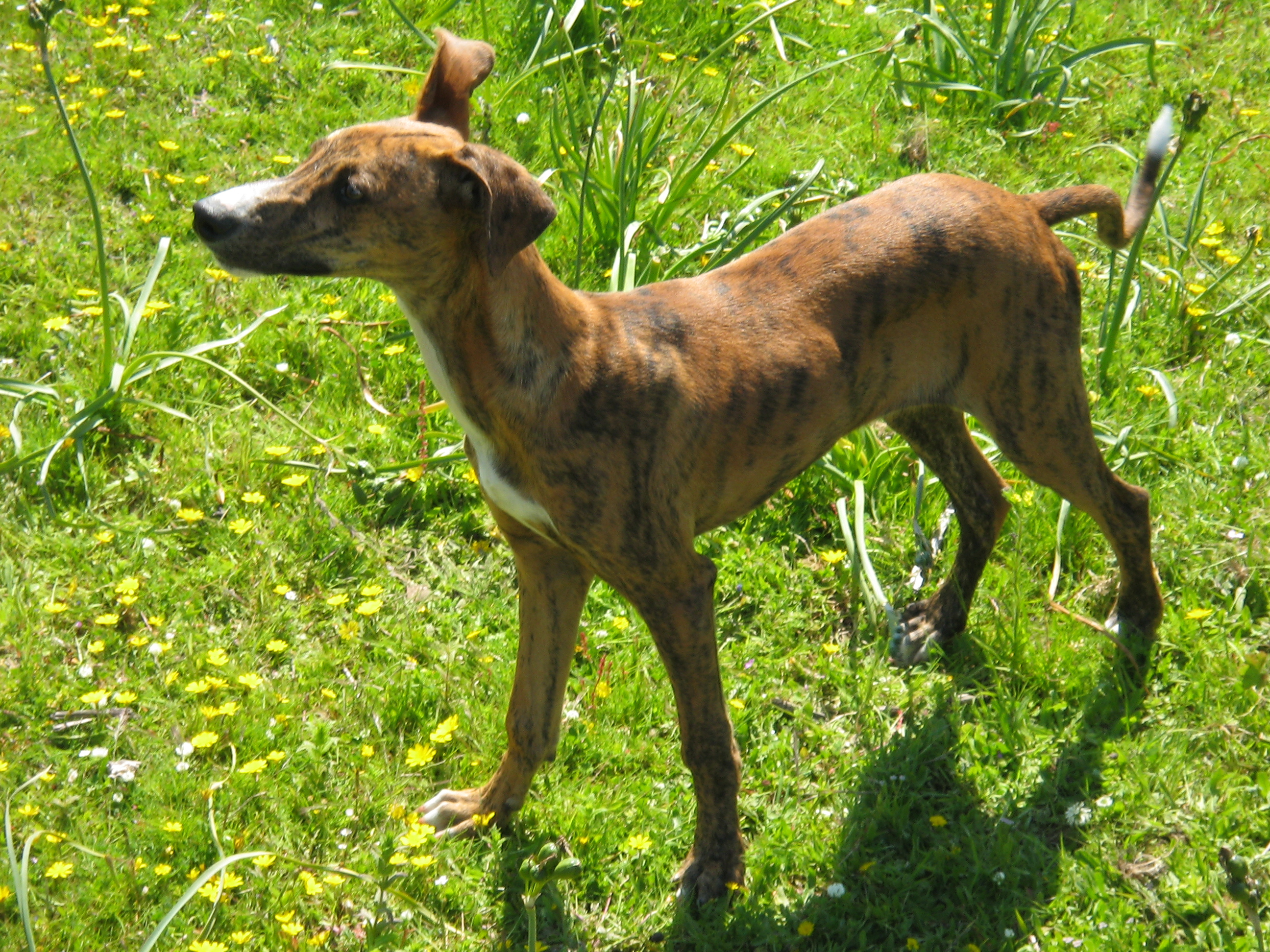
Cadell de llebrer espanyol tigrat o barcino

Molts d'aquests llebrers són animals que han patit maltractaments o han estat abandonats per no servir per la caça. Els menys afortunats troben la mort: són penjats, llençats als pous o enverinats. Dels llebrers rescatats, molts són adoptats fora d'Espanya, encara que cada vegada més són més apreciats dins d'Espanya com a animals de companyia. Actualment molts dels llebrers que no serveixen per caçar són penjats o sacrificats, mentre altres els deixen en gosseres o els abandonen. Algunes associacions en defensa dels animals afirmen que fins a 50.000 animals són assassinats cada any sovint a partir de febrer, quan acaba la temporada de caça. Per contra, el capità de la prefectura de SEPRONA, José Manuel Vivas, va dubtar d'aquests nombres el 2013, tot qualificant-los de llegenda negra.
Per conscienciar sobre la problemàtica, diferents associacions van donar suport a un documental dirigit i finançat per Irene Blánquez anomenat «Febrero, el miedo de los galgos» (Febrer, la por dels llebrers).
La situació va transcendir les fronteres espanyoles fins al punt de protagonitzar manifestacions en diferents ciutats europees. Ja el 2011 eurodiputats com Carl Schlyter, Kartika Tamara Liotard i Raül Romeva van demanar al llavors president del govern espanyol, José Luis Rodríguez Zapatero, que s'actués al respecte.